# Rjongjon
Rjongjon (hangul: 룡연군, Rjongjon-kun, handzsa: 龍淵郡, RR: Ryongyŏn-kun, ’sárkányszakadék’) megye Észak-Koreában, Dél-Hvanghe (Hwanghae) tartományban. 1952-ben hozták létre Csangjon (Changyŏn) részeiből és emelték megyei rangra.

## Földrajza
Északról Csangjon (Changyŏn), keletről Thethan (T'aet'an), nyugatról és délről a Sárga-tenger (Nyugati-tenger) határolja.
Legmagasabb pontja a 609 méter magas Pulthaszan (불타산; 佛陀山, Pult'asan).

## Közigazgatása
1 községből (up (ŭp)), 20 faluból (ri (ri)) áll:
| - Rjongjon-up (룡연읍; 龍淵邑, Ryongyŏn-ŭp) - Kaphjong-ri (가평리; 佳坪里, Kap'yŏng-ri) - Kohjon-ri (고현리; 古縣里, Kohyŏn-ri) - Kokcsong-ri (곡정리; 谷井里, Kokchŏng-ri) - Kumi-ri (구미리; 九味里, Kumi-ri) - Kullok-ri (근록리; 芹轆里, Kŭllok-ri) - Namcshang-ri (남창리; 南倉里, Namch'ang-ri) - Tungszan-ri (등산리; 登山里, Tŭngsan-ri) - Rjongdzsong-ri (룡정리; 龍井里, Ryongjŏng-ri) - Rjongho-ri (룡호리; 龍湖里, Ryongho-ri) - Monggumpho-ri (몽금포리; 夢金浦里, Monggŭmp'o-ri) | - Pongthe-ri (봉태리; 烽台里, Pongt'ae-ri) - Szavon-ri (사원리; 寺原里, Sawŏn-ri) - Szokkjo-ri (석교리; 石橋里, Sŏkkyo-ri) - Szonpho-ri (선포리; 船浦里, Sŏnp'o-ri) - Szungje-ri (순계리; 蓴溪里, Sun'gye-ri) - Ocshadzsin-ri (오차진리; 吾叉鎭里, Och'ajin-ri) - Voncshon-ri (원촌리; 院村里, Wŏnch'on-ri) - Csangszan-ri (장산리; 長山里, Changsan-ri) - Phjongcshon-ri (평촌리; 平村里, P'yŏngch'on-ri) - Hjangcsho-ri (향초리; 香草里, Hyangch'o-ri) |

## Gazdaság
Rjongjon (Ryongyŏn) megye gazdasága zöldségtermesztésre, azon belül is burgonyatermesztésre épül.

## Oktatás
Rjongjon (Ryongyŏn) megye egy mezőgazdasági egyetemnek, 20 általános és 18 középiskolának ad otthont.

## Egészségügy
A megye számos egészségügyi intézménnyel rendelkezik, köztük 1 megyei és 22 helyi kórházzal.

## Közlekedés
A megye közutakon a szomszédos helységek felől közelíthető meg. A megye vasúti kapcsolatokkal nem rendelkezik.